# بلقيس (مغنية)
بلقيس (مواليد 20 أكتوبر 1984) هي مغنية يمنية حاملة للجنسية الإماراتية، وهي إبنة المغني اليمني أحمد فتحي. وتعتبر من أنجح المغنيات العربيات، حيث برزت من خلال غنائها بأغلب اللهجات العربية، وحصلت على العديد من الجوائز الغنائية العربية، مثل جائزة أفضل صوت نسائي عربي شاب، وجائزة أفضل مطربة خليجية.

## مسيرتها الفنية
بدأت تحب الغناء منذ طفولتها فكانت تعزف على الآلات الموسيقية منذ أن كانت بسن صغيرة، اكتشف موهبتها والداها اللذان قاما بتشجيعها على ممارسة العمل الغنائي خصوصا والدها الذي شجعها منذ هذا السن، كانت أول خطوة لها وهي لا تتجاوز سن السادسة عشرة عندما شاركت بعمل لإذاعة أبوظبي ومن هنا انطلقت بالمجال الفني كما أنها في عام 2004 شاركت مع والدها بإنجاز عدد من الأغاني المنفردة منها «والله ما طلبوا ببابك» و«يا مسلمين شاموت أنا وشاهلك» لكنها لم تواصل بالغناء بعد ذلك بسبب انشغالها بالدراسة وبعد تخرجها من إحدى التخصصات العلمية عادت مجددًا بطرحها أغنية منفردة أخرى بعنوان «مسألة سهلة» الذي قامت بتصويرها كفيديو كليب، إلا إن نجاحها ظهر بعدما انضمت إلى قائمة فناني شركة روتانا الذي طرحت خلالها العديد من الأغاني والألبومات الغنائية أغلبها حققت نجاحًا ومتابعة كبيرة استفدت من نجاحها تحقيق الشهرة في الوطن العربي حتى حصولها على لقب أفضل مغنية في الشرق الأوسط عام 2015.
أطلقت شركة روتانا للصوتيات والمرئيات في مايو 2013 الألبوم الأول لبلقيس والذي يحمل عنوان "مجنون بلقيس". ويعتبر الألبوم العمل الذي قدم بلقيس كفنانة جديدة في الساحة الموسيقية العربية، وجاء ليعكس موهبتها وإبداعها الفريد. يتضمن الألبوم مجموعة من الأغاني التي تعكس التنوع الموسيقي والتمكن الصوتي الذي تمتلكه بلقيس. كان هذا الألبوم بمثابة منصة لتقديم نفسها لجمهور واسع ولإثبات قدراتها كمغنية. تضمن الألبوم عددًا من الأغاني التي كانت لها تأثير كبير على الجمهور. من بين الأغاني البارزة في الألبوم، نجد أغنية "مجنون" التي أعطت اسم الألبوم وتربعت على قائمة الأغاني الأكثر شهرة في تلك الفترة. الأغنية تتميز بلحنها الجذاب وكلماتها العاطفية التي تتحدث عن الحب والشغف، مما جعلها تتصدر قوائم الموسيقى وتحقق نجاحاً ملحوظاً. وضم الألبوم أغاني من كلمات عبد الله السالم وتركي الشريف ومحمد سعيد حارب، وضمّ أغاني بجانب الأغنية الرئيسية "مجنون" مثل "هذا منو"، "طابت جروحي"، و"دقوا خيبتي".
بعد قرابة سنتين، صدر الألبوم الجديد لبلقيس عبر شركة روتانا بعنوان زي ما أنا. تضمن الألبوم 14 أغنية، حيث تعاونت بلقيس مع نخبة من الشعراء والملحنين العرب، وتقدم فيه بلقيس لأول مرة أغنية باللهجة اللبنانية بعنوان "إنت"، والتي كتب كلماتها أحمد ماضي ولحنها عادل العراقي. ومن بين الأغاني الأخرى في الألبوم، نجد "زي ما أنا" التي كتبها ولحنها عبد الله السالم، و"مبروك" التي كتبها تركي الشريف ولحنها فايز السعيد. كما تتعاون بلقيس مع فايز السعيد أيضاً في أغنية "التاج".
بعد ثلاث أشهر من إطلاق الألبوم، صورت بلقيس فيديو كليب بدمج أغنيتين لها "مجنون" و"هذا منو" بإخراج الكويتي خالد الرفاعي ومن إنتاج شركة روتانا، وبدا الاهتمام بظهور بلقيس كممثلة في قصة الفيديو ومشاركتها في التمثيل النجم الكويتي حمد العماني بقصة تمتد لست دقائق، وتتكرر سمة التمثيل لاحقًا في كليبات بلقيس.
في 2017، أطلقت بلقيس ألبومها الثالث بعنوان "أراهنكم" أولاً على آي تيونز أولاً ثم على يوتيوب، واحتفلت بإقامة حفل إطلاق للألبوم في فيرجين ميغاستورفي دبي، حيث قدمت أغاني الألبوم احتفاءً بإصداره ووقعت نسخًا منه للمعجبين. احتوى الألبوم على 12 أغنية. من بين هذه الأغاني، "أراهنكم" التي كتب كلماتها فراس الحبيب ولحنها علي صابر، بينما تولى محب الراوي توزيعها. كما يضم الألبوم أغنية "حقير الشوق"، التي كتب كلماتها فهد جمال ولحنها فايز السعيد، وقد قام زيد عادل بتوزيعها. بالإضافة إلى ذلك، هناك أغنية "النفسية محتاجة" من كلمات تركي الشريف وألحان فايز السعيد، مع توزيع قام به سيروس. أما أغنية "يكفي" التي غنتها بالعربية الفصحى، فقد كتب كلماتها يوسف سليمان ولحنها يحيى الكعكي، وقام محمد القريتلي بتوزيعها. أما أغنية "ههاي"، فقد كانت من كلمات محمد الشريدة وألحان متعب الفرج، بينما وزّعها حسام كامل. كما أن الشاعر عمرو حسن كتب كلمات أغنية "أبويا واحشني جدا" التي لحنها مصطفى العسال ووزعها محمد العشي. أيضًا أغنية "الحضارم" التي كتب كلماتها الشاعر أبو شادي ولحنها أحمد فتحي.
شاركت بلقيس في مهرجان الشارقة للموسيقى العالمية وقدمت حفل موسيقي مع فرقتها الموسيقية بقيادة المايسترو وليد فايد على مسرح المجاز في الشارقة.
أطلقت بلقيس في 2019 أولى أغانيها باللهجة المغربية بعنوان "تعالى شوف"، من كلمات سمير المجاري وألحان مروان أصيل، وتم تصوير فيديو الأغنية في مدينة مراكش. كما غنت تتر المسلسل المغربي بين القصور الذي عرض في رمضان 2024 وحملت الأغنية عنوان "شكون كان يقول"، وهي الأغنية الثالثة لبلقيس باللهجة المغربية.
في أغسطس 2021، أصدرت نقابة الموسيقيين في مصر بيانًا إعلاميًا يذكر أنه تم منع المطربة بلقيس من الغناء في مصر بشكل نهائي بعد إحيائها لحفل غنائي في نادي الجلاء بمصر دون حصولها على تصريح غناء، لكن بعد 24 ساعة فقط من إصدار البيان تم التوصل إلى اتفاق بين بلقيس ونقابة الموسيقيين، وأعلن عن حفل لها بعد أيام فقط بمصاحبة أوركسترا الفن بقيادة المايسترو أحمد طه. وفي تلك الفترة كانت بلقيس تستعد لطرح أول أغانيها باللهجة المصرية بعنوان "دبلوماسي"، من كلمات عزيز الشافعي، والتي صدر لها فيديو كليب لاحقًا لها نُشر على موقع يوتيوب من إخراج علي أبو طالب.
شاركت في الدورة التاسعة عشر من مهرجان موازين في المغرب عام 2024 وقدمت أغنيتين لفنانين مغربيين: "عيشي يا بلادي عيشي" لمحمود الإدريسي و"هزوا بنا الأعلام" للحاجة الحمداوية.
أدت دويتو مع مغني الأوبرا الشهير أندريا بوتشيلي في جزيرة ياس بأبوظبي في أبريل 2016.

## حياتها الشخصية

### دراستها
درست إستراتيجيات التسويق في جامعة أبوظبي.

### زواجها
عقد قرانها على لاعب كرة القدم السعودي نايف هزازي في أكتوبر 2012، إلا إن ارتباطهما لم يدُمْ طويلا حيث فسخت خطوبتهما في فبراير 2013.
في مايو 2016 عقد قرانها على رجل الأعمال السعودي «سلطان بن عبد اللطيف» وتم زفافهم في 29 ديسمبر من العام ذاته في فندق أرماني في دبي، وارتدت بلقيس فستانين، الأول للمصممة السعودية تيما عابد والثاني من تصميم اللبناني نيكولا جبران، وفي 12 مايو 2018 وضعت ابنهما الأول «تركي».
في أبريل 2021 أعلنت بلقيس عن رفعها قضية خلع على زوجها سلطان عبد اللطيف ولم تذكر أية تفاصيل لم تعلق بلقيس إلا باقتضاب عن دعوى الخلع، وبعد خمس أشهر من رفع الدعوى، قالت في لقاء مع قناة "سي بي سي" المصرية أن "الخلع مشروع كما أن الطلاق مشروع، وفي الحالتين النتيجة ستؤدي إلى الانفصال"، وقالت أنها وزوجها لم يتفقا على صيغة محددة للانفصال، إلى أن قررت هي رفع قضية الخلع في محكمة إماراتية مختصة. من جانبه، قال زوجها سلطان عبد اللطيف في تصريحات صحفية: "هذه الأمور سوف تبقى سرًا بيننا احترامًا للعشرة الطويلة وللعادات والتقاليد التي تربينا عليها في الخليج"، ولم يتحدث عن تفاصيل الخلاف مؤكدًا على أن "القانون سوف يأخذ مجراه".

## أعمالها

### الألبومات الرسمية
| التسجيل | الألبوم   | الأغاني |
| ------- | --------- | --- |
| 2013    | مجنون     | مجنون، هذا منو، أحب السعودية، القلب وما يهوى، دقوا خبيتي، حسبي الله عليك، أربع دقايق، ما طلبت البعد، على راحتك، طابت جروحي، وش فيه متغير، معذبي هو، مرار |
| 2015    | زي من أنا | زي ما أنا، مبروك، أمت مت، ياخي، إنتا، غرام، ليه صار حبك، ما دريت، يوي يوي، الرجولة، أمبيه، التاج، تتربى في عزك، دي جي                                    |
| 2017    | أراهنكم   | أراهنكم، يا خالة، النفسية محتاجة، الحضارم، أبويا واحشني جدا، أستغفر الله، وبيرجعوا، حقير الشوق، ههاي، اخترتك أنت، يكفي                                   |

### الأغاني المصورة
| سنة  | الأغنية                        | المخرج                          | إنتاج                  | مكان التصوير           |
| ---- | ------------------------------ | ------------------------------- | ---------------------- | ---------------------- |
| 2011 | مسألة سهلة                     | نهلة الفهد                      | فايز السعيد ميديا      | لبنان                  |
| 2012 | يا هوى                         | ممدوح بيان                      | فايز السعيد ميديا      | بيروت                  |
| 2013 | رد قلبي                        | ياسر الياسري                    | روتانا                 | دبي، الشارقة           |
| 2013 | مجنون                          | خالد الرفاعي                    | روتانا                 | الكويت                 |
| 2014 | دقو خبيتي                      | سلطان مجدلي، سلطان العبد المحسن | روتانا                 |                        |
| 2015 | أوبريت مصر قريبة               | تامر المهدي                     | أروما                  | مصر                    |
| 2015 | دي جي                          | خالد الرفاعي                    | روتانا                 |                        |
| 2015 | مبروك                          | سلطان العبد المحسن              | روتانا                 |                        |
| 2015 | التاج                          | خالد الرفاعي                    | روتانا                 | الكويت                 |
| 2016 | إنت                            | رندلي قديح                      | روتانا                 | إسبانيا                |
| 2016 | وياك خذني                      | سلطان العبد المحسن              | بلقيس للإنتاج الفني    | جدة                    |
| 2017 | قصتكم شنو                      | أحمد النجار                     | سينيار                 |                        |
| 2017 | حقير الشوق                     | سلطان العبد المحسن              | بلقيس للإنتاج الفني    |                        |
| 2018 | النفسية محتاجة                 | سلطان العبد المحسن              | بلقيس للإنتاج الفني    | بيروت                  |
| 2018 | أهلًا يا ماما                   | فابريزيو نوتاري                 | بلقيس للإنتاج الفني    |                        |
| 2019 | لا تعليق                       | أوس الراوي                      | بلقيس للإنتاج الفني    |                        |
| 2019 | تعالى تشوف                     | عبد الرفيع عبديوي               | بلقيس للإنتاج الفني    | مراكش                  |
| 2020 | أرجوك                          | أحمد عبد الواحد                 | سينيار                 |                        |
| 2020 | الحياة حلوة                    | حسن الكورفتي                    | بلقيس للإنتاج الفني    | المغرب، السنغال، فرنسا |
| 2021 | حالة جديدة / دودوم             | حسام الحسيني                    | بلقيس للإنتاج الفني    |                        |
| 2021 | ممكن - بمشاركة سيف نبيل        | دان حداد                        | سيف نبيل للإنتاج الفني |                        |
| 2021 | انتهى                          | دان حداد                        | بلقيس للإنتاج الفني    |                        |
| 2021 | دبلوماسي                       | علي أبو طالب                    | بلقيس للإنتاج الفني    | مصر                    |
| 2022 | صابرة                          | عبد الرفيع عبديوي               | بلقيس للإنتاج الفني    | المغرب                 |
| 2023 | عرفتوه                         | دان حداد                        | بلقيس للإنتاج الفني    |                        |
| 2024 | خدي الغمرات بمشاركة مروان خوري | بهاء خداج                       | بلقيس للإنتاج الفني    |                        |
| 2024 | طاوعك قلبي                     | يونس آدم                        |                        | تطوان، شفشاون          |

### الأغاني المنفردة
| - والله ما طلبوا ببابك. - يا مسلمين شاموت أنا وشاهلك. - ديوان شعر. - يا هوى. - مسألة سهلة. - اللوامة. - أحساس. - أحساس الغرام. | - يا كل الحب. - قدر قدر. - أن يحرمونا. - غلا غلا. - حبيبي تعال. - أنا راضي. - يا هزالي. - حبايب عيوني. - متيم. - أنت بديت. - أنت وقلبي. | - يابوي. - سهرت الليالي. - عنك سألني. - ساحر القلب. - سيدي. | - سلام. - صاحب الخال. - خيره. - مفارقك غير. - بسك عناد. - حاولت أغير. - شالطاري. - إنت. - وياك خذني. - أهلًا يا ماما. - لا تعليق. - تعالى تشوف. - أرجوك. - الحياة حلوة. - حالة جديدة. - ممكن - بمشاركة سيف نبيل. - انتهى. |

### غنائها في مقدمة المسلسلات
- 2012: درب الوفا.[45]
- 2013: بركان ناعم.[46]
- 2014 : مسكنك يوفي
- 2015: لك يوم.[47]
- 2015: عناقيد النور.[48]
- 2016: خمس بنات.[49]
- 2017: رمانة.[50]
- 2024 : بين لقصور

### الإعلانات والعلامات التجارية
في شهر رمضان لعام 2014 قامت بالمشاركة بالغناء في إعلان تلفزيوني لصالح شركة زين للإتصالات وشاركها خلاله المغني بشار الشطي، في عام 2015 شاركت بإعلان تلفزيوني لشركة كوكا كولا العربية مع المصري رامي صبري، وفي فبراير 2016 قدمت إعلان تلفزيوني وطني للكويت بمناسبة الأعياد الوطنية بعنوان «هنا بيان» وشاركها فيه عضو فرقة ميامي خالد الرندي والمغني بشار الشطي، في فبراير 2017 قدمت إعلان تلفزيوني بمناسبة الأعياد الوطنية في الكويت بعنوان «قصتكم شنو» لصالح شركة أوريدو للاتصالات الذي شارك فيها أيضًا الدمية أبلة فاهيتا والمذيعة حصة اللوغاني. وفي عام 2018 شاركت بإعلان تلفزيوني مخصص للأطفال لصالح شركة بامبرز المختصة بصنع حفاظات الأطفال. وفي عام 2021 شاركت بإعلان بطابع العصر الفيكتوري لصالح شركة هواتف سامسونج جالكسي. ظهرت بلقيس في عدد متنوع من الحملات الإعلانية في عام 2022 وخاصةً في موسم الربيع، وقد أُعلن عن اختيارها لتكون أول سفيرة في الشرق الأوسط لعلامة المجوهرات مارلي (MARLI)، وكانت قد ارتدت سابقًا في فيديو كليب أقراط وقلادة وأساور من مجموعة "جاز" التي أطلقتها مارلي، وفي نفس العام تم اختيارها لتكون سفيرة لشركة عدسات سيلينا اللاصقة وأطلقت الشركة مجموعة خاصة باسمها، في مارس 2023، أعلنت دار فالنتينو للأزياء والموضة اختيارها لتكون سفيرة لها في الشرق الأوسط. في يوليو 2023، أعلنت منصة سبوتيفاي عن اختيار بلقيس سفيرة لبرنامج "Equal Arabia" كجزء من برنامج "المرأة في الموسيقى" الذي أطلقته المنصة والذي ركز على تسليط الضوء على الفنانات العربيات. وفي سبتمبر 2024، اختارت علامة المجوهرات الفاخرة الفرنسية ميسيكا بلقيس لتكون أول سفيرة لها في الشرق الأوسط. في فبراير 2024، أصبحت بلقيس أول سفيرة إقليمية في الشرق الأوسط لدى العلامة التجارية الفرنسية جيرلان المتخصصة في العطور ومستحضرات التجميل.

### العمل الإنساني
أعلنت الأمم المتحدة عن تسمية الفنانة بلقيس مبعوثة رسمية للهيئة في المنطقة العربية، وذلك في إطار حملة "عالم نتشاركه بالتساوي" (Planet 50-50) العالمية، على أن تركز بلقيس في دورها الجديد على دعم رائدات الأعمال الشابات ومكافحة العنف ضد النساء والفتيات في المنطقة، مع إيلاء اهتمام خاص لقضايا زواج الأطفال.
في 17 أبريل 2023، أعلنت اليونيسف عن تعيين بلقيس سفيرة لها، بهدف تعزيز الوعي والدعوة لحماية حقوق الأطفال وضمان سلامتهم، على أن يكون لها دورًا في الترويج لأهمية الاستثمار في صحة وتعليم وحماية الأطفال خاصةً المهمشين والمعرضين للخطر. بدورها، قالت بلقيس: "يشرفني أن أساهم في تحقيق رسالة اليونيسف، وأنا ملتزمة باستخدام صوتي ومنصتي للمساعدة في ضمان حصول كل طفل على فرصة للتمتع بصحة جيدة والحصول على التعليم والحماية اللازمة. وبصفتي أم وفنانة، أتفهم أهمية الاستثمار في أطفالنا وتزويدهم بالدعم والموارد التي يحتاجون إليها للنمو والازدهار"

## الجوائز
من الجوائز التي حصلت عليها:
- 2011: جائزة لقب أفضل صوت نسائي شاب في استفتاء مجلتي زهرة الخليج و الصدى.
- 2014: جائزة لقب أفضل صوت نسائي شاب في استفتاء مجلة زهرة الخليج للمرة الثانية.
- 2017: جائزة أفضل مطربة عربية خليجية في الموريكس دور.[66]
- 2021: جائزة "Hollywood Music Awards" في فئة "العالم" عن فيديو كليب "إنتهى"[67]
- 2022: جائزة أفضل أغنية من مهرجان براغ السينمائي[68]

## وصلات خارجية
- بلقيس على موقع IMDb (الإنجليزية)
- بلقيس على موقع قاعدة بيانات الأفلام العربية
- بلقيس على موقع ميوزك برينز (الإنجليزية)